# Буявино
Буя́вино — деревня в Калининском районе Тверской области. Относится к Медновскому сельскому поселению.
Расположена на правом берегу реки Тверцы, в 14 км от села Медное, в 44 км от города Тверь.
| 2008 | 2010 |
| ---- | ---- |
| 27   | ↘23  |

## История
Во второй половине XIX — начале XX века деревня относилась к Раевскому приходу Марьинской волости Новоторжского уезда и имела в 1884 году 51 двор, 275 жителей.
В 1997 году — 18 хозяйств, 31 житель.
В 1970-е годы в деревне жил Герой Советского Союза Константин Николаевич Полозов (1914—1977).